# Ozan Tufan
Ozan Tufan (ur. 23 marca 1995 w Orhaneli) – turecki piłkarz grający na pozycji defensywnego pomocnika w angielskim klubie Watford, do którego wypożyczony jest z tureckiego Fenerbahçe.

## Kariera klubowa
Swoją karierę piłkarską Tufan rozpoczął w klubie Bursaspor. W 2005 roku podjął treningi w drużynie juniorów. W 2012 roku awansował do pierwszego zespołu Bursasporu. 19 maja 2013 zadebiutował w Süper Lig w zremisowanym 2:2 wyjazdowym meczu z Gençlerbirliği Ankara, gdy w 79. minucie tego meczu zmienił Okana Deniza. W sezonie 2014/2015 stał się podstawowym zawodnikiem Bursasporu. 7 grudnia 2014 w wygranym 5:1 domowym spotkaniu z Kasımpaşą SK strzelił swojego pierwszego gola w tureckiej lidze. 3 czerwca 2015 wystąpił w przegranym 2:3 finale Pucharu Turcji z Galatasaray SK. 13 sierpnia 2015 roku został ogłoszony nowym zawodnikiem Fenerbahçe SK.
| Sezon   | Klub          | Kraj   | Rozgrywki | Mecze | Bramki |
| ------- | ------------- | ------ | --------- | ----- | ------ |
| 2012/13 | Bursaspor     | Turcja | Süper Lig | 1     | 0      |
| 2013/14 | Bursaspor     | Turcja | Süper Lig | 8     | 0      |
| 2014/15 | Bursaspor     | Turcja | Süper Lig | 32    | 3      |
| 2015/16 | Fenerbahçe SK | Turcja | Süper Lig | 26    | 0      |
| 2016/17 | Fenerbahçe SK | Turcja | Süper Lig | 22    | 3      |
| 2017/18 | Fenerbahçe SK | Turcja | Süper Lig | 9     | 3      |
| 2018/19 | Fenerbahçe SK | Turcja | Süper Lig | 0     | 0      |
| 2019/20 | Fenerbahçe SK | Turcja | Süper Lig | 33    | 6      |
| 2020/21 | Fenerbahçe SK | Turcja | Süper Lig | 37    | 6      |

## Kariera reprezentacyjna
Tufan grał w młodzieżowych reprezentacjach Turcji. W 2007 roku wystąpił z reprezentacją Turcji U-19 na Mistrzostwach Europy U-17. W reprezentacji Turcji zadebiutował 25 maja 2014 roku w wygranym 2:1 towarzyskim meczu z Irlandią, rozegranym w Dublinie. W 46. minucie tego meczu zmienił Bilala Kısę. 3 września 2014 w wygranym 2:1 towarzyskim spotkaniu z Danią strzelił swojego pierwszego gola w kadrze narodowej.